# West Haddon
West Haddon est une paroisse civile et un village du Northamptonshire, en Angleterre.